# Nihonjin
Nihonjin é o primeiro romance de Oscar Nakasato, publicado em 2011 e que venceu o Prêmio Jabuti na categoria Romance Literário em 2012, em sua 54ª edição.
O termo Nihonjin é a forma de se dizer "japonês" (pessoa) no idioma japonês.

## Sinopse
A obra retrata a família de Hideo Inabata, um japonês nacionalista que almejava ir trabalhar no Brasil apenas temporariamente para enriquecer. Deixando sua mãe no Japão para trabalhar nas plantações de café, Inabata e sua esposa embarcam no navio Kasato Maru (navio que desde 1908 trazia trabalhadores aos cafezais brasileiros) e chegam em São Paulo, sem saber o português ou sobre a cultura local. 
O livro é narrado por seu neto, descrevendo as histórias da família, explorando fatos históricos sobre a imigração japonesa, explorando o conceito de identidade e de orgulho, além de debater a posição da mulher na cultura e a recusa da aceitação da derrota na Segunda Guerra Mundial. 

## Características
Neto de imigrantes japoneses, o romance nasceu da frustação de Oscar Nakasato ao defender sua tese de doutorado em Literatura Brasileira, em 2002, e observar a falta de representatividade nikkei (isto é, representatividade japonesa). 
O romance baseado nas memórias, com caráter familiar e afetivo, é ligado ao café, descrevendo as práticas de lavoura, limpeza e secagem dos grãos, além de se transformar de uma porta de entrada ao Brasil, através da ilusão de enriquecer com lavoura, para o causador do impacto na saúde de Hideo Inabata.
A identidade japonesa apresentada na obra apresenta uma ideia religiosa forte, vinculada ao imperador e sua herança divina, proveniente do Século XX. 
Os imigrantes japoneses tentam manter as práticas culinárias, os costumes herdados e a hierarquia familiar como forma de preservar a identidade, ao mesmo tempo em que os descendentes, os filhos dos imigrantes, estão num processo de transculturação, uma vez que a cultura japonesa parece alheia a da brasileira. Logo, surge, no enredo, momentos de deslocamento do sujeito, bem como conflitos pelo choque de culturas.

## Curiosidades
Nakasato levou quatro anos para escrever o livro. Utilizou de lembranças e histórias que sua mãe contava, além de diversos livros de história, sociologia e antropologia que auxiliaram em sua pesquisa.

## Tradução
- Japão:

A obra foi lançada no Japão em junho de 2022 e foi traduzida para o japonês por Chika Takeda, vice-presidente da Universidade dos Estudos Estrangeiros de Tóquio, que também traduziu livros de Machado de Assis, Guimarães Rosa e Jorge Amado.

## Prêmios
- 1º edição do Prêmio Benvirá de Literatura em 2011;[9][10]
- Prêmio Literário Nikkei – Bunkyo [11]
- Prêmio Jabuti - Romance Literário em 2012.[1][9]

## Adaptação
A obra foi adaptada aos cinemas por Rita Catunda com a animação de longa metragem Meu Avô é um Nihonjin, de produção de Pinguim Content (estúdio responsável por O Show da Luna! e Peixonauta) e direção por Célia Catunda, mas não conta com a participação do autor Oscar Nakasato. 

Foi um dos selecionados para participar da mostra Work in Progress na Marché du Film 2024 do Festival de Cannes. Tem previsão de lançamento para julho de 2025. 